# 16 Brygada Artylerii Armat

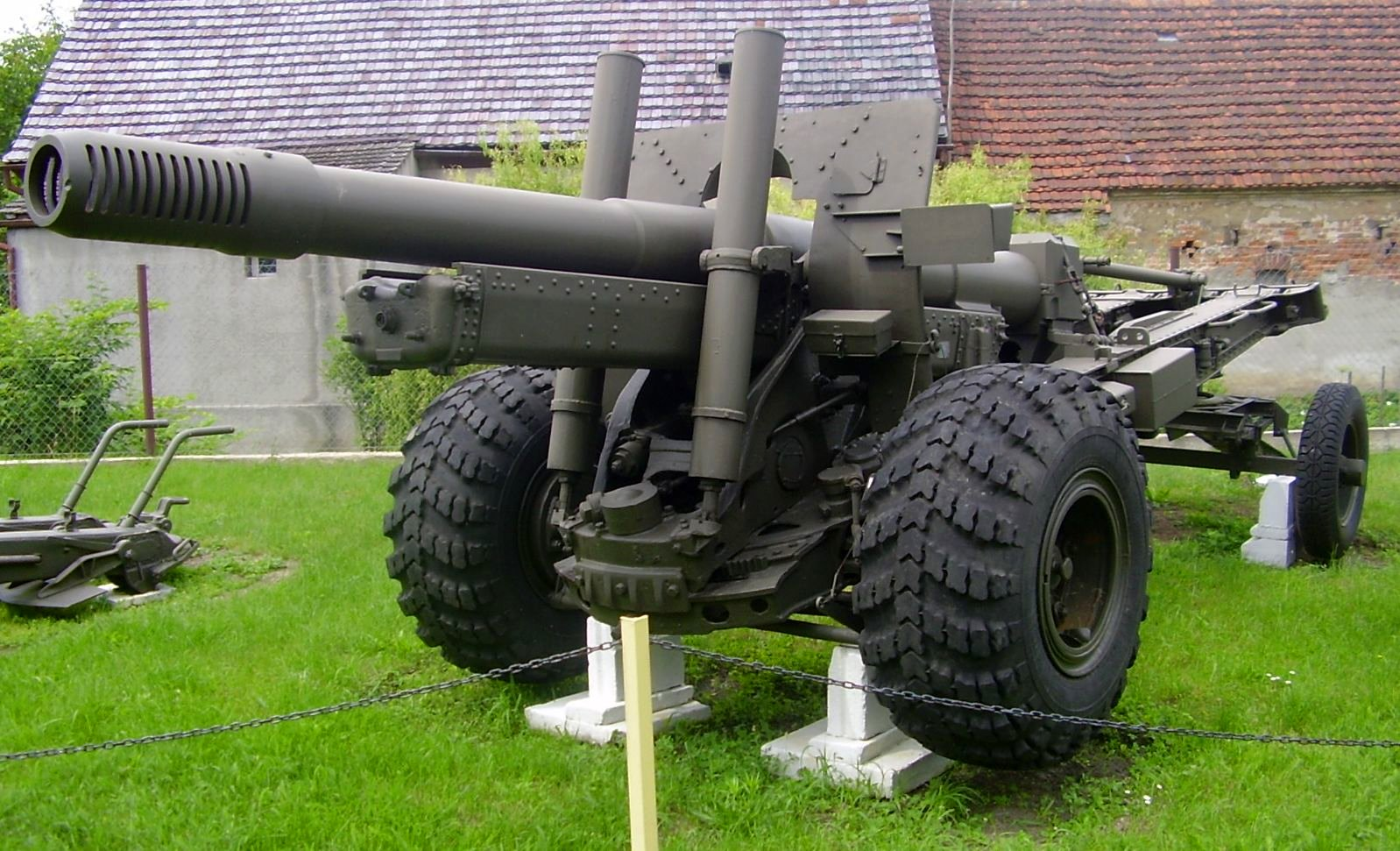
152 mm haubicoarmata wz. 1937 (MŁ-20)

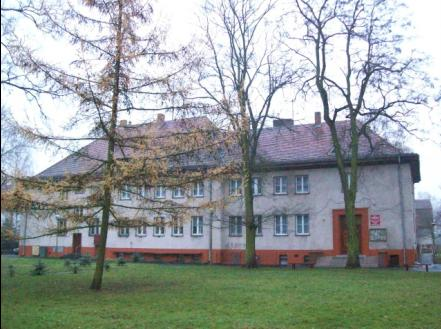
Choszczno - w tym mieście stacjonowała jednostka

 16 Brygada Artylerii Armat (16 BAA) – związek taktyczny artylerii Wojska Polskiego.
Powstała w 1956 roku na bazie 159 pułku artylerii ciężkiej z 1 Korpusu Armijnego. Weszła w skład 5 Dywizji Artylerii Armat. Stacjonowała w Choszcznie. Rozformowana wiosną 1957 roku.

## Struktura organizacyjna
Dowództwo brygady
- dywizjon haubicoarmat 152mm
  - dwie baterie ogniowe
  - skadrowana bateria ogniowa
- dywizjon armat 130 mm
  - dwie baterie ogniowe
  - skadrowana bateria ogniowa
- dywizjon szkolny
- bateria dowodzenia
  - plutony: rozpoznawczy, łączności, topograficzny
- kwatermistrzostwo

Brygada  liczyła etatowo 677 żołnierzy. Na uzbrojeniu posiadała 21 sztuk 130 mm armat (w rzeczywistości były to "zamienniki") i 18 haubicoarmat 152 mm.